# Silvassa
Silvassa (hindi : सिलवासा, ourdou : سلواس, gujarati : સેલ્વાસ), aussi connue sous le nom de Selwas (Sēlavās), est la capitale du district indien de Dadra et Nagar Haveli dans le territoire de l'Union de Dadra et Nagar Haveli et Daman et Diu. Elle est prise en sandwich entre les États du Maharashtra et du Gujarat. La ville a un nombre important d'usines et d'industries qui fournissent la plupart des revenus du gouvernement et qui permettent de maintenir un impôt et des taxes peu importants dans la ville.

## Histoire
Jusqu'à la fin du XIXe siècle, Silvassa n'était qu'un petit village. L'importance de la croissance de Silvassa commença en 1885 lorsque l'administration coloniale portugaise décida de transférer le siège du Nagar Haveli dans la ville en lieu et place de Darará. Par décret du 11 février 1885, Silvassa fut créée comme ville avec le nom de Vila de Paço d'Arcos. Malgré tout, le nom original demeura et la ville continua d'être nommée Silvassa dans les documents officiels.

## Démographie
Selon le recensement indien de 2011, Silvassa a une population de 98 265 personnes.

## Industrie
Loin de ses origines tribales, Silvassa s'est développée désormais comme centre industriel avec des sociétés et usines majeures dans la région. Son statut initial de zone franche, garanti par le gouvernement indien afin de dynamiser les investissements dans l'ancien territoire de Dadra et Nagar Haveli, a contribué à l'essor industriel de la région. De grands groupes se sont installés à Silvassa dans l'industrie textile, l'électronique, les biens manufacturés, la chimie, etc. En conséquence, ces industries ont engendré une forte dégradation du paysage de la région.
Silvassa héberge une population de plus de 200 000 travailleurs immigrés venant de toutes les régions d'Inde, principalement des États d'Uttar Pradesh, Bihar et Odisha.

## Transports
Silvassa est relié au Maharashtra et au Gujarat par la route nationale NH 848A. La ville possède un réseau routier bien maintenu. Daman est à 30 km via Vapi par la route NH 8. En continuant sur cette route, Surate est à 130 km et Bombay à 160 km.
Des bus relient Silvassa à Vapi à intervalles réguliers.
Les stations de train les plus proches sont à Vapi (16 km de distance) et Bhilad (14 km de distance).